# Antoni Macierewicz
Antoni Macierewicz, född 3 augusti 1948 i Warszawa, är en polsk politiker (Lag och rättvisa) och historiker. Han var Polens försvarsminister 2015–2018. Polen anslöt sig till EU den 1 maj 2004 och Macierewicz var ledamot av Europaparlamentet fram till 19 juli 2004. Det polska partiet han representerade på den tiden var den nationalkonservativa radiostationen Radio Maryja närstående Katolsk-nationella rörelsen men han anslöt sig inte till någon grupp i Europaparlamentet.
Macierewicz var aktiv i fackföreningsrörelsen Solidaritet som deltog direkt i politiken i samband med kommunismens fall i Polen. Han tjänstgjorde som inrikesminister 1991–1992. Han företrädde Katolsk-nationella rörelsen i sejmen både efter 1997 och 2001 års parlamentsval men partiet han grundade efter valet 1997 tog sig inte över spärren som en självständig rörelse. I valet 1997 hade han blivit invald som kandidat för Rörelsen för Polens återuppbyggnad och i valet 2001 samarbetade han med Polska familjeförbundet och klarade spärren till inval på deras lista. 2005 grundade han Patriotiska rörelsen och klarade inval i sejmen i 2007 och 2011 års val på Lag och rättvisas lista. Efter att ha anslutit sig till Lag och rättvisa har han omvalts i 2015 och 2019 års parlamentsval.